# Departamento Sauce
Das Departamento Sauce liegt im Süden der Provinz Corrientes im Nordosten Argentiniens und ist eine von 25 Verwaltungseinheiten der Provinz.
Im Norden und Osten grenzt es an das Departamento Curuzú Cuatiá, im Süden an die Provinz Entre Ríos und im Westen an das Departamento Esquina.
Die Hauptstadt des Departamento Sauce ist die gleichnamige Stadt Sauce.

## Städte und Gemeinden
- Sauce